# Halowe Mistrzostwa Świata w Lekkoatletyce 2014 – skok w dal mężczyzn
Skok w dal mężczyzn – jedna z konkurencji rozegranych podczas 15. Halowych Mistrzostw Świata w Sopocie.
Eliminacje odbyły się 7 marca, a finał dzień później – 8 marca.
Tytuł mistrzowski z 2012 roku obronił Brazylijczyk Mauro da Silva.

## Statystyka

### Rekordy
W poniższej tabeli przedstawiono (według stanu przed rozpoczęciem mistrzostw) rekordy świata, poszczególnych kontynentów oraz halowych mistrzostw świata.
| Halowy rekord świata              | Carl Lewis       | 8,79 | Nowy Jork | 27 stycznia 1984 |
| Rekord halowych mistrzostw świata | Iván Pedroso     | 8,62 | Maebashi  | 7 marca 1999     |
| Halowy rekord Afryki              | Ignisious Gaisah | 8,36 | Sztokholm | 2 lutego 2006    |
| Halowy rekord Ameryki Południowej | Irving Saladino  | 8,42 | Peania    | 13 lutego 2008   |
| Halowy rekord Ameryki Północnej   | Carl Lewis       | 8,79 | Nowy Jork | 27 stycznia 1984 |
| Halowy rekord Australii i Oceanii | Henry Frayne     | 8,23 | Stambuł   | 10 marca 2012    |
| Halowy rekord Azji                | Su Xiongfeng     | 8,27 | Nankin    | 11 marca 2010    |
| Halowy rekord Europy              | Sebastian Bayer  | 8,71 | Turyn     | 8 marca 2009     |

### Listy światowe
Tabela przedstawia 5 najlepszych wyników uzyskanych w sezonie halowym 2014 przed rozpoczęciem mistrzostw.
| lp. | Zawodniczka         | Wynik | Data      | Miejsce     |
| --- | ------------------- | ----- | --------- | ----------- |
| 1.  | Aleksandr Mieńkow   | 8,30  | 2 lutego  | Moskwa      |
| 2.  | Luis Tsatumas       | 8,23  | 8 lutego  | Pireus      |
| 3.  | Tyron Stewart       | 8,22  | 22 lutego | Albuquerque |
| 3.  | Corey Crawford      | 8,22  | 26 lutego | Nowy Jork   |
| 5.  | Ngonidzashe Makusha | 8,18  | 8 lutego  | Sztokholm   |

## Terminarz
| Data         | Godzina | Runda      |
| ------------ | ------- | ---------- |
| 7 marca 2014 | 19:20   | Eliminacje |
| 8 marca 2014 | 19:50   | Finał      |

## Rezultaty

### Eliminacje
Do zawodów przystąpiło 17 zawodników. Aby dostać się do finału trzeba było skoczyć 8,05 m (Q) lub znaleźć się w gronie zawodników, którzy uzupełnili stawkę do 8 finalistów (q).
| Pozycja | Zawodnik            | Reprezentacja     | Próby | Próby | Próby | Rezultat | Uwagi |
| Pozycja | Zawodnik            | Reprezentacja     | 1     | 2     | 3     | Rezultat | Uwagi |
| ------- | ------------------- | ----------------- | ----- | ----- | ----- | -------- | ----- |
| 1.      | Adrian Strzałkowski | Polska            | 8,18  |       |       | 8,18     | Q, NR |
| 2.      | Christian Reif      | Niemcy            | 7,80  | 7,90  | 8,13  | 8,13     | Q, SB |
| 3.      | Luis Tsatumas       | Grecja            | 7,98  | x     | 8,10  | 8,10     | Q     |
| 4.      | Li Jinzhe           | Chiny             | 8,02  | –     | 8,08  | 8,08     | Q     |
| 5.      | Michel Tornéus      | Szwecja           | 6,24  | x     | 8,08  | 8,08     | Q     |
| 6.      | Aleksandr Mieńkow   | Rosja             | 8,04  | –     | –     | 8,04     | q     |
| 7.      | Mauro da Silva      | Brazylia          | 7,64  | 7,58  | 8,02  | 8,02     | q, SB |
| 8.      | Luis Rivera         | Meksyk            | 7,58  | 8,01  | –     | 8,01     | q, NR |
| 9.      | Tyron Stewart       | Stany Zjednoczone | 8,00  | –     | 7,79  | 8,00     |       |
| 10.     | Ignisious Gaisah    | Holandia          | 7,90  | 7,99  | 7,84  | 7,99     | SB    |
| 11.     | Irving Saladino     | Panama            | 7,73  | 7,94  | 7,88  | 7,94     |       |
| 12.     | Zarck Visser        | Południowa Afryka | x     | 7,93  | 7,64  | 7,93     | SB    |
| 13.     | Ngonidzashe Makusha | Zimbabwe          | 7,63  | 7,85  | 7,69  | 7,85     |       |
| 14.     | Fabrice Lapierre    | Australia         | 7,76  | x     | 7,70  | 7,76     |       |
| 15.     | Damar Forbes        | Jamajka           | 7,69  | 7,63  | 7,58  | 7,69     |       |
| 16.     | Jeff Henderson      | Stany Zjednoczone | 6,96  | 7,43  | x     | 7,43     |       |
| 17.     | Arsen Sargsjan      | Armenia           | 7,28  | 7,39  | x     | 7,39     |       |

### Finał
| Pozycja | Zawodnik            | Reprezentacja | Próby | Próby | Próby | Próby | Próby | Próby | Rezultat | Uwagi |
| Pozycja | Zawodnik            | Reprezentacja | 1     | 2     | 3     | 4     | 5     | 6     | Rezultat | Uwagi |
| ------- | ------------------- | ------------- | ----- | ----- | ----- | ----- | ----- | ----- | -------- | ----- |
| 1.      | Mauro da Silva      | Brazylia      | 8,06  | 7,94  | x     | 8,04  | x     | 8,28  | 8,28     | NR    |
| 2.      | Li Jinzhe           | Chiny         | 8,19  | 8,07  | 8,23  | 7,52  | x     | x     | 8,23     | SB    |
| 3.      | Michel Tornéus      | Szwecja       | x     | 8,13  | x     | 8,21  | x     | 8,10  | 8,21     | SB    |
| 4.      | Luis Tsatumas       | Grecja        | 7,98  | 8,13  | x     | x     | 8,10  | x     | 8,13     |       |
| 5.      | Aleksandr Mieńkow   | Rosja         | 8,01  | 8,07  | x     | 8,08  | –     | –     | 8,08     |       |
| 6.      | Adrian Strzałkowski | Polska        | 7,80  | 7,80  | x     | 7,96  | 7,93  | x     | 7,96     |       |
| 7.      | Luis Rivera         | Meksyk        | 7,79  | 7,93  | 7,90  | 7,92  | 7,93  | 7,86  | 7,93     |       |
| 8.      | Christian Reif      | Niemcy        | 7,60  | 7,67  | x     | x     | 7,75  | x     | 7,75     |       |